# N 7 (Senegal)
Die N 7 ist eine der Nationalstraßen im Osten Senegals.
Der Straßenverlauf beginnt in Ogo, sieben Kilometer südlich der im Osten des Senegal als Verkehrsknotenpunkt wichtigen Stadt Ourossogui an einer Verzweigung von der N 2. Das Ende der N7 liegt im Südosten in Kédougou und die Strecke bis dahin ist 457 Kilometer lang.
Die Straße ist eine Nord-Süd-Verbindung durch den bevölkerungsarmen Osten des Landes. Sie führt dabei durch die Regionen (von Nord nach Süd) Matam, Tambacounda und Kédougou. Der Nordteil der Strecke bis Tambacounda weist keine asphaltgebundene Fahrbahn auf. Südlich von Tambacounda führt die N7 durch den Nationalpark Niokolo-Koba.
Ab Tambacounda ist die N7 Teil der neu ausgebauten Südvariante des transkontinentalen Fernstraßenprojektes Dakar-N’Djamena-Highway. So kann der Fernverkehr über das Ende der N7 in der Regionalpräfektur Kédougou nach Osten weiterfließen über die 61 km entfernte Départementspräfektur Saraya bis zur malischen Grenze, wo der Fernstraßenneubau nach 112 Streckenkilometern jenseits einer Brücke über den Grenzfluss Falémé bei Koundam an die malische Nationalstraße N24 anknüpft.